# Michael Greis
Michael Greis (født 18. august 1976 i Füssen, Vesttyskland) er en tysk tidligere skiskytte, og tredobbelt olympisk guldvinder. Hans præstationer skaffede ham prisen som Årets Sportsnavn i Tyskland i 2006.

## Karriere
Greis' første store internationale resultat kom i 1999, hvor han var med til at blive europamester i 4×7,5 km stafet. Dette gentog han i 2001, hvor han samtidig vandt sølv i 12,5 km forfølgelsesløb. Han var med til sit første vinter-OL i 2002 i Salt Lake City, hvor han kom i top tyve i 10 km sprint og 12,5 km forfølgelsesløb.
Fra 2004 og frem vandt han en lang række VM-medaljer, deraf tre af guld (stafet i 2004, 15 km massestart i 2007 og mixed stafet i 2008).
Greis deltog i vinter-OL 2006 i Torino, som blev højdepunktet i hans karriere. Han indledte med at løbe 20 km, hvor norske Ole Einar Bjørndalen var favorit. Greis lagde sig dog i spidsen, men Bjørndalen var hurtigst på skiene; til gengæld havde han to skud, der ikke ramte, mens Greis kun havde et, hvilket var nok til at sikre ham guldet foran Bjørndalen, mens en anden nordmand, Halvard Hanevold, fik bronze. Efter to mindre gode resultater i 10 km sprint og 12,5 km forfølgelsesløb I 15 km massestart gentog billedet fra 20 km løbet sig: Bjørndalen lagde bedst ud, men kiksede to skud i sidste skydning, mens Greis kun kiksede ét i alt, hvilket sikrede ham guldet. Her sneg polakken Tomasz Sikora sig ind på andenpladsen, mens Bjørndalen fik bronze. I stafetløbet (4×7,5 km) lagde USA sig overraskende i spidsen efter første løber, men dernæst tog tyskerne over og holdt føringen til mål, hvor de var mere end tyve sekunder hurtigere end russerne, der vandt sølv, mens Frankrig vandt bronze. Greis løb fjerde tur for tyskerne efter Ricco Gross, Michael Rösch og Sven Fischer.
Greis var med til sit tredje og sidste OL i vinter-OL 2010 i Vancouver, men her blev det ikke til medaljer for ham. Femtepladser i 12,5 km forfølgelsesløb og i stafetten var hans bedste resultat.
Han vandt i alt elleve world cup-sejre, inden han indstillede sin aktive karriere i 2012. Han har siden blandt andet været ekspertkommentator for Eurosport og været træner i skiskydning, blandt andet for USA's herrer og Polens damer.